# Gregory Collins
Gregory Collins (* 1960 in Belfast, Nordirland) ist ein anglikanischer Geistlicher; vor seiner Konversion war er sechster Abt der Dormitio-Abtei in Jerusalem.

## Leben
Gregory (Earl) Collins studierte Byzantinistik und Scholastische Philosophie an der Queen’s University Belfast und der British School of Archaeology in Athen. 1989 trat Collins der Ordensgemeinschaft der Benediktiner in der Abtei Glenstal bei. 1991 wurde er in Belfast im Fach Byzantinistik promoviert und war Lehrer in Nigeria. Von 1992 bis 1996 unterrichtete er an der Abteischule Glenstal. 1994 legte er die Profess ab und empfing 1995 die Priesterweihe. Nach einem Studium der Tiefenpsychologie am C. G. Jung-Institut Zürich wurde er 1998 Leiter der Abteischule Glenstal.
Von 2002 bis 2008 lehrte Gregory Collins am Päpstlichen Athenaeum Sant’Anselmo in Rom die Fächer Orthodoxe Theologie und Theologiegeschichte. Er war von 2004 bis 2008 Direktor des Monastischen Institutes in Sant’Anselmo. Er hielt Vorlesungen im Theologischen Studienjahr Jerusalem der Dormitio und am Ratisbonne Institut der Salesianer in Jerusalem. Seit 2008 lehrte er Byzantinische Theologie an der University of Limerick.
2011 wurde Gregory Collins in einem Wahlkapitel in Jerusalem unter der Leitung von Abtprimas Notker Wolf OSB zum Abt der deutschsprachigen Benediktinerabtei Dormitio auf dem Zionsberg in Jerusalem gewählt. Er trat die Nachfolge von Benedikt Lindemann OSB an, der das Amt seit 1995 innehatte. Am 22. Juni 2016 gab Gregory Collins bekannt, dass er seinen Dienst als Abt zum 29. Juni 2016 beenden, die Dormitio-Abtei verlassen und nach einer Sabbatzeit in sein Professkloster Glenstal zurückkehren werde. Stattdessen verließ er die römisch-katholische Kirche und wirkt seit 2018 als Earl Collins als Priester in der anglikanischen Diözese Ely.

## Schriften
- The Glenstal Book of Icons: Praying with the Glenstal Icons. Columba Press, Dublin 2002, ISBN 978-1-85607-362-2.
- Come and Receive Light: Meditations for Ministers of Christ. Columba Press, Dublin 2003, ISBN 978-1-85607-399-8.
- Meeting Christ in His Mysteries: A Benedictine Vision of the Spiritual Life. Liturgical Press, Dublin 2011, ISBN 978-0-8146-3372-4.